# Leon Redbone
 (mai 2019).
Si vous disposez d'ouvrages ou d'articles de référence ou si vous connaissez des sites web de qualité traitant du thème abordé ici, merci de compléter l'article en donnant les références utiles à sa vérifiabilité et en les liant à la section « Notes et références ».
Leon Redbone, né Dickran Gobalian à Nicosie (Chypre) le 26 août 1949 et mort le 30 mai 2019 à New Hope (Pennsylvanie), est un chanteur et guitariste canadien de jazz.
Il se fait connaître en enregistrant des disques dans la veine du jazz des années 1920.

## Biographie
Leon Redbone dit être d'origine arménienne. Il a changé son nom via l'Ontario Change of Name Act.

### Carrière
Leon Redbone joue dans des nightclubs au Canada où il vit. Bob Dylan est très impressionné par une de ses performances au Mariposa Folk Festival. Son enthousiasme pousse la presse musicale à s'intéresser à ce musicien atypique.
En 1979, il survit au crash d'un petit avion à Clarksburg en Virginie.
En 1992, il enregistre un disque en public à l'Olympia à Paris.

## Discographie
Albums enregistrés en studio :
- 1975 On the track,
- 1977 Double Time,
- 1978 Champagne Charlie,
- 1981 From Branch to Branch,
- 1985 Red to Blue,
- 1987 Christmas Island,
- 1988 No Regrets,
- 1990 Sugar,
- 1992 Up A Lazy River,
- 1994 Whistling in the Wind,
- 2001 Any Time,
- 2014 Flying By,
- 2016 Long Way From Home

Albums en public :
- 1985 Leon Redbone Live,
- 1994 Live!,
- 1999 Live & Kickin',
- 2005 Live - October 26, 1992: The Olympia Theater, Paris France